# Rejon Mładost
Rejon Mładost (bułg.: Район Младост) – rejon w obwodzie miejskim Sofii, w Bułgarii. Populacja wynosi 103 700 mieszkańców.